# 物理学
物理学（、英: physics）とは、自然物や自然現象を観測することにより、それらの仕組み、性質、法則性などを明らかにしようとする学問である。物理学は、自然科学の一分野であり、古典的な研究分野は、物体の力学、光と色、音、電気と磁性、熱、波動、天体の諸現象（物理現象）である。

## 物理学の概略史

### 古代

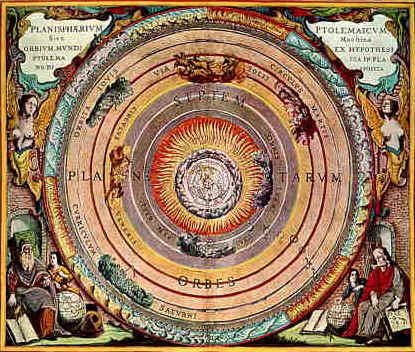
プトレマイオスの天動説

天動説や暦の作成などの天文学が最古の物理学である。初期文明であるシュメール人、古代エジプト人、インダス文明などは太陽や月などの天体を観察した。これらの天体は宗教的に崇拝され、現代からすれば非科学的な現象の説明もされたが、これがのちの天文学や物理学へと成長する。

16世紀以前のヨーロッパにおいて科学は、キリスト教的な要素を含んだアリストテレスの自然哲学が主流であった。アリストテレスは物質の振る舞いを「目的論」（もしくは「目的因」）によって説明し、例えば天体が地球の周りを回るのは回転しようとする目的があるためだとした。自然哲学は観測よりも哲学を重視したため、試行的な試験で事象を説明する現代科学とは性質が異なる。また、この時既に数学は中東やエジプトなどで発達していたが、自然哲学的な物理に使われることはなかった。
しかし古代ギリシアにおいて実証的な考え方がされていなかったわけではなく、紀元前3世紀のアルキメデスは自然哲学では無視されていた数学を自然と結びつけ、数学や物理に数々の貢献をした。続くヒッパルコスやプトレマイオスなども幾何学や天文学を発達させた。また、アリストテレスの時代より前の紀元前5世紀にはすでにレウキッポスやデモクリトスなどがそれまでの超自然的説明を否定して自然現象には原因となる理論があるとして原子の存在などを考えていた。

### 中世
中世のイスラームの学者は、他のギリシャ文化と共にアリストテレスの物理学を継承した。その黄金期には観察と先験的な推論に重点を置いた初期の科学的方法を発展させた。最も注目すべきは、イブン・サール、キンディー、イブン・ハイサム、アル・ファリス、アビセナ等による視覚と視力の分野である。アル・ハイサムが書いた「光学の本(Kitābal-Manāẓir)」は視覚に関する古代ギリシャの考え方を最初に反証したばかりでなく、新しい理論を作り出した。この本では史上初、ピンホールカメラの現象を研究することで、目自体の仕組みをさらに詳しく調べた。解剖学と既存の知識を使って、どのように光が目に入り、焦点が合い、目の後ろに投影されるかを説明したのである。さらに、現代の写真撮影の開発から数百年前に、既にカメラ・オブスクラを発明した。
全7冊の「光学の本(Kitab al-Manathir)」は、600年以上にわたって、東洋と西洋の中世の芸術における視覚の理論から、視点の性質への学問全体の考え方に大きな影響を与えた。 ロバート・グロステストやレオナルド・ダ・ヴィンチから、ルネ・デカルト、ヨハネス・ケプラー、アイザック・ニュートンまで、後世の多くのヨーロッパの学者や思想家が影響を受けている。

### 近代科学

『自然哲学の数学的諸原理』と「ニュートンのゆりかご」

近世に入り、科学的方法の発展の中で実験による理論検証の重要性が認識され始めた。16世紀後半、ガリレオ・ガリレイは力学現象の研究を行い、自由落下と慣性の法則を見出した。1687年にアイザック・ニュートンは『自然哲学の数学的諸原理』を出版した。ニュートンの示した理論は、ガリレイらの発見した法則を一般化し、包括的な説明を与えることに成功した。ニュートンの理論の中で最も基礎的な法則として、運動の法則と万有引力が挙げられる。これらの法則は、天体の運行などの観測結果をよく説明することができた。ニュートン自身は力学法則を幾何学を用いて記述したが、レオンハルト・オイラーなど後世の研究者によってそれらの理論は代数学的に記述されるようになった。ジョゼフ＝ルイ・ラグランジュ、ウィリアム・ローワン・ハミルトンらは古典力学を徹底的に拡張し、新しい定式化、原理、結果を導いた。重力の法則によって宇宙物理学の分野が起こされた。宇宙物理学は物理理論をもちいて天体現象を記述する。
18世紀から、ロバート・ボイル、トマス・ヤングら大勢の学者によって熱力学が発展した。1733年に、ダニエル・ベルヌーイが熱力学的な結果を導くために古典力学とともに統計論を用いた。これが統計力学の起こりである。1798年に、ベンジャミン・トンプソンは力学的仕事が熱に変換されることを示した。1820年代にはサディ・カルノーがカルノーサイクルによる熱力学の研究を行い、1840年代に、ジェームズ・プレスコット・ジュールは力学的エネルギーを含めた熱についてのエネルギーの保存則を証明した。1850年にはルドルフ・クラウジウスが熱力学第一法則および熱力学第二法則を定式化した。

### 電磁気学の発達

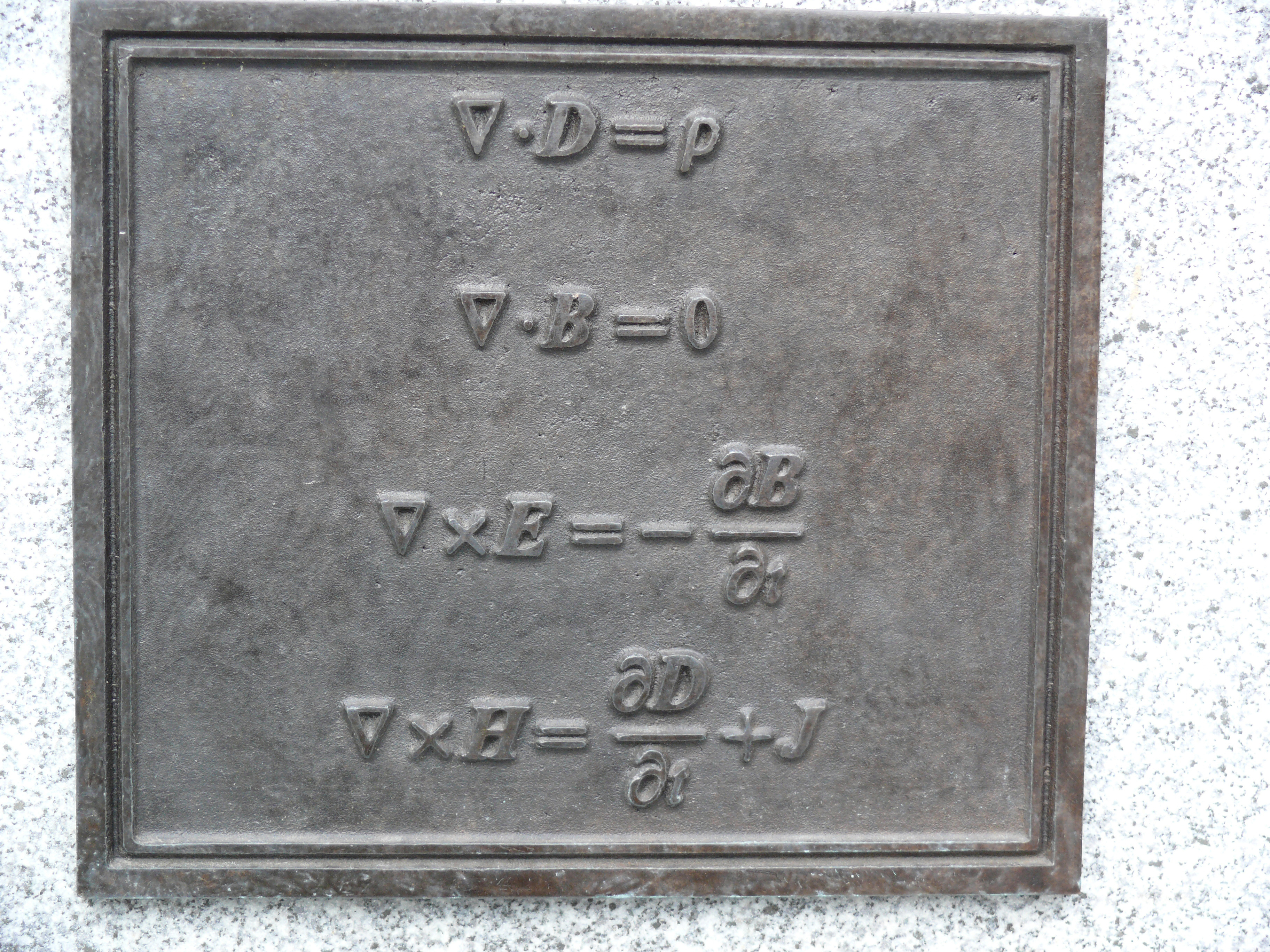
マクスウェルの方程式

電気と磁気の挙動はマイケル・ファラデー、ゲオルク・オームらによって研究された。ジェームズ・クラーク・マクスウェルは1855年から1864年までに発表した3つの論文で、マクスウェルの方程式で記述される電磁気学という単一理論で二つの現象を統一的に説明した。この理論によって光は電磁波であると予言された。この予言は後にハインリヒ・ヘルツによって実証された。
1895年にヴィルヘルム・レントゲンがX線を発見し、1896年にはアンリ・ベクレルがウランの放射能を、1898年にはピエール・キュリーとマリ・キュリーがウランよりも強力な放射能を持つラジウムを発見した。これが原子核物理学の起こりとなった。
原子の存在そのものは紀元前5世紀にレウキッポスとデモクリトスの原子論によって想定されていたが、近代的な原子論は1808年にジョン・ドルトンによって提唱された。ジョゼフ・ジョン・トムソンは1899年に、原子よりもはるかに小さな質量を持ち、負の電荷を持つ電子の発見を発表し、1904年には、最初の原子のモデルを提案した。このモデルは現在ブドウパンモデルとして知られている。

### 現代物理学
1905年、アルベルト・アインシュタインは特殊相対性理論を発表した。アインシュタインの相対性理論において、時間と空間は独立した実体とは扱われず、時空という一つの実体に統一される。相対性理論は、ニュートン力学とは異なる慣性系間の変換を定める。相対速度の小さな運動に関して、ニュートン力学と相対論は近似的に一致する。このことはニュートン力学の形式に沿って定式化された相対論的力学において明確になる。
1915年、アインシュタインは特殊相対性理論を拡張し、一般相対性理論で重力を説明した。特殊相対論によって、力学と電磁気学の理論は整合的に説明できるようになったが、重力に関してはニュートンの万有引力以上の満足な説明を与えることができなかった。一般相対論によって、重力の作用を含めた包括的な説明ができるようになった。一般相対論において、ニュートンの万有引力の法則は低質量かつ低エネルギーの領域における近似理論と見なすことができた。
1911年に、アーネスト・ラザフォードの下で原子の研究が進展し、その時のラザフォード散乱から、電荷を持つ物質を核とする原子像（ラザフォードの原子模型）が提唱された。原子核を構成する正電荷の粒子は陽子と呼ばれる。電気的に中性な構成物質である中性子は1932年にジェームズ・チャドウィックによって発見された。
1900年代初頭に、マックス・プランク、アインシュタイン、ニールス・ボーアたちは量子論を発展させ、離散的なエネルギー準位の導入によってさまざまな特異な実験結果を説明した。1925年にヴェルナー・ハイゼンベルクらが、そして1926年にエルヴィン・シュレーディンガーとポール・ディラックが量子力学を定式化し、それによって前期量子論は解釈された。量子力学において物理測定の結果は本質的に確率的である。つまり、理論はそれらの確率の計算法を与える。量子力学は小さな長さの尺度での物質の振る舞いをうまく記述する。
また、量子力学は物性物理学の理論的な道具を提供した。凝縮系物理学では誘電体、半導体、金属、超伝導、超流動、磁性体といった現象、物質群を含む固体と液体の物理的振る舞いを研究する。凝縮系物理学の先駆者であるフェリックス・ブロッホは、結晶構造中の電子の振る舞いの量子力学的記述を1928年に生み出した。
第二次世界大戦の間、核爆弾を作るという目的のために、研究は核物理の各方面に向けられた。ハイゼンベルクが率いたドイツの努力は実らなかったが、連合国のマンハッタン計画は成功を収めた。アメリカでは、エンリコ・フェルミが率いたチームが1942年に最初の人工的な連鎖反応を達成し、1945年にアメリカ合衆国ニューメキシコ州のアラモゴードで世界初の核爆弾が爆発した。
場の量子論は、特殊相対性理論と整合するように量子力学を拡張するために定式化された。それは、リチャード・P・ファインマン、朝永振一郎、ジュリアン・シュウィンガー、フリーマン・ダイソンらの仕事によって1940年代後半に現代的な形に至った。彼らは電磁相互作用を記述する量子電磁力学の理論を定式化した。
場の量子論は基本相互作用と素粒子を研究する現代の素粒子物理学の枠組みを提供した。1954年に楊振寧とロバート・ミルズはゲージ理論という分野を発展させた。それは標準模型の枠組みを提供した。1970年代に完成した標準模型は今日観測される素粒子のほとんどすべてをうまく記述する。
場の量子論の方法は、多粒子系を扱う統計物理学にも応用されている。松原武生は場の量子論で用いられるグリーン関数を、統計力学において初めて使用した。このグリーン関数の方法はロシアのアレクセイ・アブリコソフらにより発展され、固体中の電子の磁性や超伝導の研究に用いられた。

## 近年の状況
2018年時点において、物理学の多くの分野で研究が進展している。
スーパーカミオカンデの実験からニュートリノの質量が0でないことが判明した。このことを理論の立場から理解しようとするならば、既存の標準理論の枠組みを越えた理解が必要である。質量のあるニュートリノの物理は現在理論と実験が影響しあい活発に研究されている領域である。今後数年で加速器によるTeV（テラ電子ボルト）領域のエネルギー尺度の探査はさらに活発になるであろう。実験物理学者はそこでヒッグス粒子や超対称性粒子の証拠を見つけられるのではないかと期待している。
量子力学と一般相対性理論を量子重力理論の単一理論に統合するという半世紀以上におよぶ試みはまだ結実していない。現在の有望な候補はM理論とループ量子重力理論である。
天体物理学の分野でも1990年代から2000年代にかけて大きな進展が見られた。特に1990年代以降、大口径望遠鏡やハッブル宇宙望遠鏡・COBE・WMAP などの宇宙探査機によって格段に精度の良い観測データが大量に得られるようになり、宇宙論の分野でも定量的で精密な議論が可能になった。ビッグバン理論及び宇宙のインフレーションに基づく現代のΛ-CDM宇宙モデルはこれらの観測とよく合致しているが、反面、暗黒物質（ダークマター）の正体や宇宙の加速膨張を引き起こしていると考えられるダークエネルギーの存在など、依然として謎となっている問題も残されている。これ以外に、ガンマ線バーストや超高エネルギー宇宙線の起源なども未解決であり、これらを解明するための様々な宇宙探査プロジェクトが進行している。
物性物理学において、高温超伝導の理論的説明は、未解明の問題として残されている。量子ドットなど単一の電子・光子を用いたデバイス技術の発展により、量子力学の基礎について実験的検証が可能になってきており、さらにはスピントロニクスや量子コンピュータなどへの応用展開が期待される。

## 主要な分野の一覧

### 学問体系
- 力学--解析力学--古典力学--量子力学--相対論的量子力学--場の量子論
- 熱力学--統計力学--量子統計力学
- 連続体力学--流体力学
- 電磁気学--光学--特殊相対性理論--一般相対性理論

### 研究方法
- 理論物理学
- 実験物理学
- 数理物理学
- 計算物理学

### 専門分野
- 素粒子物理学（高エネルギー物理学）
- 原子核物理学（核物理学）--核構造物理学--原子核反応論--ハドロン物理学
- 天文学--天体物理学--宇宙論
- 原子物理学--分子物理学--高分子物理学
- 物性物理学（凝縮系物理学）--固体物理学--磁性物理学--金属物理学--半導体物理学--低温物理学--表面化学--非線形物理学--流体力学--物性基礎論--統計力学--数理物理学）
- プラズマ物理--磁気流体力学
- 音響学

### 関連分野・境界領域
- 数学--物理数学--（数理物理学）
- 数値解析--計算機科学--（計算物理学）
- 化学--物理化学--量子化学--分析化学
- 生物学--生物物理学--分子生物学
- 工学--応用物理学
- 地球科学--地球物理学（地球電磁気学--地震学--海洋物理学--気象学）
- 医学--医学物理学--放射線物理学--保健物理学
- 哲学--自然哲学--物理学の哲学
- 心理学--精神物理学
- 教育学—教科としての物理学
- 経済学--経済物理学
- 量子コンピュータ・量子暗号

### 手法
- 科学的方法--測定--計測機器--次元解析--統計学--計算物理学--近似法--摂動--調和振動子

## 基礎概念の一覧
- 物質--反物質
- 力--相互作用
- 時間--空間--次元--時空--（量子重力理論）
- 対称性--保存則--（量子異常--自発的対称性の破れ）
- 光--波動--磁性--電気--電磁波
- 量子--波動関数--量子もつれ--観測問題
- ボース粒子--フェルミ粒子--超対称性
- 場の量子論--標準模型

### 物理量
- 質量--エネルギー--温度
- 位置--変位--長さ
- 速度--運動量--角運動量--スピン角運動量
- 力--モーメント--トルク
- エントロピー

### 基本的な4つの力
- 重力相互作用（万有引力）--電磁相互作用--弱い相互作用--強い相互作用

### 物質の構成要素
- 分子--原子--核子
- 素粒子--光子--ウィークボソン--グルーオン--重力子--電子--ミュー粒子--タウ粒子--ニュートリノ--クォーク--中間子--バリオン--超対称性粒子--アクシオン
- 弦理論
- 暗黒物質（ダークマター）

## 図表の一覧
- 物理学用語一覧 -- 物理法則一覧 -- 物理定数
- SI基本単位 -- SI組立単位 -- SI接頭語 -- 計量単位一覧 -- 単位換算
- 物理学者の一覧--ノーベル物理学賞
- 壊変図式--分光学データ